# Затвор – Бобов дол
Затвор – Бобов дол е затвор край град Бобов дол, България.
Създаден е през април 1956 година, когато в Бобов дол са прехвърлени затворници от концентрационния лагер в Богданов дол. Първоначално затворниците изграждат спомагателни сгради за новосъздадените „Мини Бобов дол“, а след това в продължение на десетилетия повечето от тях работят в мините.
Днес капацитетът на затвора е 550 души, като част от него е и затворническото общежитие от открит тип в село Самораново. Местното подразделение на Държавно предприятие „Фонд затворно дело“ експлоатира дърводелски цех и цех за производство на оградни мрежи.